# Tender Trap
Tender Trap es una banda de indie rock con base en Londres. Formada en 2001 por tres de los cinco miembros de Marine Resarch: Amelia Fletcher, Rob Pursey y John Downfall.
Amelia Fletcher y Rob Pursey pertenecían previamente a la banda Heavenly, y algunos ven Tender Trap como un retorno al pop estético de la banda original. En su primer álbum con corte electrónico, Film Molecules, las canciones resultan en un ecléctico mix de estilos musicales, con una inclinación simular a la aproximación realizada por The Magnetic Fields en su álbum 69 Love Songs.
En 2010, Tender Trap grabaron Dansette Dansette, un álbum que redescubre sus principios musicales e incorpora una conciencia feminista mediante intensas, aunque tiernas, canciones pop.

## Discografía
Albums
- Film Molecules (2002), K Records / Fortuna Pop! / Elefant Records
- 6 Billion People (2006), Fortuna Pop! / Matinée Recordings
- Dansette Dansette (2010), Fortuna Pop!
- Ten Songs About Girls (2012), Fortuna Pop!

EPs y Singles
- Face of 73 7" (2002), K Records
- Oh Katrina 7" (2002), Fortuna Pop!
- ¿Cómo Te Llamas? EP (2004), Elefant Records
- Language Lessons EP (2005), Matinée Recordings
- Fireworks CD / download single (2009), Fortuna Pop!
- Do You Want a Boyfriend? CD / 7" (2010), Fortuna Pop!
- Dansette Dansette! CD single (2010), Fortuna Pop!
- Girls With Guns  CD single (2010), Fortuna Pop!
- Step One 7" (2012), Fortuna Pop!

Recopilatorios
- Fields And Streams (2002), Kill Rock Stars